# Sant’Onofrio
Sant'Onofrio község (comune) Olaszország Calabria régiójában, Vibo Valentia megyében.

## Fekvése
A megye északi részén fekszik. Határai: Filogaso, Maierato, Pizzo, Stefanaconi, Vazzano és Vibo Valentia.

## Története
A település egy baziliánus kolostor körül épült ki. Első említése a 14. századból származik Sanctus Eunufrius néven.  A 19. század elején vált önálló községgé, amikor a Nápolyi Királyságban felszámolták a feudalizmust.

## Népessége
A népesség számának alakulása:

## Főbb látnivalói
- Santa Maria delle Grazie-templom